# Corno di Tres
Il Corno di Tres (Tresner Horn in tedesco) è una montagna delle Alpi alta 1.817 m s.l.m. Si trova nelle Alpi Retiche meridionali, sullo spartiacque tra la val di Non e la val d'Adige, al confine tra la provincia di Trento e la provincia di Bolzano. Fa parte della Costiera della Mendola.

## Descrizione
La parte meridionale della lunga Catena della Mendola (Mendelkamm), che separa grosso modo la Valle di Non dalla Val d'Adige e che ha nel Roèn m 2116 la sua massima elevazione, prende il nome di Cime di Vigo. Esse comprendono Roccapiana, Cima D'Arza, Monte Cuc e il Corno di Tres. Tra queste il Corno di Tres di m 1812 è tra le mete più frequentate. Questo grazie al facile percorso che si sviluppa a nord nord-est, adatto a tutti e soprattutto per il grandioso panorama a 360° che si può godere dalla cima, a cavallo tra la Val di Non e la sottostante Val D’Adige. L'itinerario è generalmente sicuro da valanghe anche dopo copiose nevicate, ed è una gita ideale da fare in ciaspole. Spesso è percorribile anche a piedi poiché essendo piuttosto frequentato c'è quasi sempre una buona traccia battuta. Gli sci alpinisti indigeni salgono sul Corno di Tres come allenamento, anche serale dopo il lavoro, ma la discesa nel bosco piuttosto fitto non è proprio agevole.

## Ascesa alla vetta
Dall'Altopiano della Predaia si parcheggia al rifugio Sores m 1205 o, strada permettendo, al rifugio Predaia che si trova un po' più in quota a m 1400 e che permette così di risparmiare circa mezz'ora di cammino. Si prende la strada forestale, con segnavia n. 503, che si inoltra con pendenza moderata per un bosco fino alla radura denominata Bus del Spin. Nei pressi è possibile osservare una impressionante voragine, un inghiottitoio naturale profondo oltre 70 metri. Si raggiunge in circa 5 minuti, scendendo per un sentierino al bivio segnato da un cartello con indicazione “Buson Acqua". L'ingresso della voragine è chiuso da una cancellata per ragioni di sicurezza, presso l'apertura c'è una fontana con l'iscrizione “SAT 1957″. Questa voragine è solo uno dei tanti fenomeni geologici erosivi che caratterizzano la Valle di Non, detta anche Valle dei Canyon. Si prosegue per la forestale nel bosco fino a Malga Rodeza m 1570, dove si può fare una sosta. Quindi con direzione sud-est per segnavia 503, detto anche Sentiero Italia, si fa un lungo traversone in direzione della Sella di Favogna (Fennberger Sattel): dopo circa 2 km si giunge al bivio segnato da un cartello con indicazione per la cima. Si risale quindi in circa 20 minuti il costone boscoso con facili zig zag fino alla vetta. Il panorama a 360° che questa cima di modesta altitudine regala all'escursionista: la vista spazia dalle Dolomiti fassane a quelle di Brenta, dalle Maddalene ai Monti di Vigo.
Il ritorno avviene per lo stesso itinerario dell'andata, ma si consiglia di proseguire in direzione nord-est per chiudere il percorso ad anello percorrendo la facile e aerea cresta, che con modesti saliscendi e begli squarci di panorama a picco sulla Val d'Adige arriva, dopo aver oltrepassato il Corno del Cervo e la Roccialarga, all'insellatura di Costa Larga. Di qui si rientra per segnavia 525b (direzione sud ovest) per ritornare a malga Rodeza e quindi per strada forestale fino al punto di partenza al Rifugio Sores. Come alternativa di discesa, dalla Costa Larga si può scendere direttamente nell'impluvio della Val de La Lama fino a raggiungere la sottostante strada forestale (sentiero 530) che rientra a Bus del Spin.